# IC 2024
IC 2024 ist eine Balken-Spiralgalaxie vom Hubble-Typ SBc im Sternbild Netz am Südsternhimmel. Sie ist schätzungsweise 515 Millionen Lichtjahre von der Milchstraße entfernt und hat einen Durchmesser von etwa 170.000 Lj.
Im selben Himmelsareal befinden sich u. a. die Galaxien IC 2021, IC 2023, IC 2025, IC 2029.
Das Objekt wurde am 7. Dezember 1899 von DeLisle Stewart entdeckt.